# سنت-پیر-ده-ژارس
سنت-پیر-ده-ژارس (به فرانسوی: Saint-Pierre-de-Jards) یک کمون در فرانسه است که در اندر واقع شده‌است. سنت-پیر-ده-ژارس ۱۸٫۰۱ کیلومتر مربع مساحت و ۱۲۰ نفر جمعیت دارد و ۱۴۴ متر بالاتر از سطح دریا واقع شده‌است.